# Temnothorax reduncus
Temnothorax reduncus is een mierensoort uit de onderfamilie van de Myrmicinae. De wetenschappelijke naam van de soort is voor het eerst geldig gepubliceerd in 1988 door Wang & Wu.